# Чернигов
Чернигов (укр. Чернігів, рус. Чернигов) град је у Украјини, у Черниговској области. Чернигов је древни старословенски град, поред Кијева и Новгорода, један од три најважнијих градова Кијевске Русије. Данас је град административни центар Черниговске области. Према процени из 2012. у граду је живело 296.723 становника.

## Историја
Први пут се Чернигов помиње у руско-византијском уговору из 907. године, који је био резултат Руске најезде Олега Новгородског на Цариград. За време Кијевске Русије град је био други по привредно-политичком значају, иза Кијева.
Хронологија
- 1. век нове ере: на брежуљцима реке Десне насели се словенско племе Северјани
- крај 7. столећа: почетак формирања града Чернигова. Градња првих утврђења
- 9. столеће: Чернигов је центар племена Сиверјана и крајем стољећа улази под Кијевску Русију
- 907. година: најранији познати запис Чернигова у хронологији Повест минулих лета
- 992. година: Чернигов постаје епископија, први епископ је Неофит
- 11. век: град одбија напад Кумана
- 1112: велика суша
- 1120-1123: изградња Борисоглебскога сабора
- 1185: у Чернигову је написан један од значајних епа руске историје Слово о Игоровом походу
- 12. век: изградња Илинске цркве и подизање библиотеке
- 1239: напад Монгола и рушење града
- 1357-1358: окупација града од стране литовске кнежевине
- 1499-1503: град је део московске кнежевине
- 1611: окупиран од Пољака и 1618. по мировном договору Чернигов потпада у Пољско-литовску државу
- 1654: Чернигов постаје део Руске Империје
- 1801: постаје седиште черниговске губерније
- 1808. популација око 4.500
- 1917-1919: револуција
- 1925: популација 37.500
- 1941-1943: нацистичка окупација
- 2010: популација 298.000

## Становништво
Према процени, у граду је 2012. живело 296.723 становника.
| 1979.   | 1989.   | 2001.   | 2012.   |
| ------- | ------- | ------- | ------- |
| 238.141 | 296.347 | 304.994 | 296.723 |

## Партнерски градови
- Прилеп
- Габрово
- Гомељ
- Тарнобжег
- Брјанск
- Меминген
- Храдец Кралове
- Митишчи
- Огре

## Галерија
- Црква Христовог Преображења из 1017. (Спасо-Преображењски сабор)
- Црква BudArhiepiskop.JPG